# La porta proibita
La porta proibita (Jane Eyre) è un film del 1943 diretto da Robert Stevenson.
La pellicola è ispirata al romanzo Jane Eyre scritto da Charlotte Brontë nel 1847.

## Trama
L'orfana Jane Eyre viene ospitata in un castello per educare la figlia del ricco Edward Rochester, che le propone di sposarlo: scoperto che ha già una moglie pazza fugge. Morta la moglie nell'incendio da lei stessa appiccato e diventato cieco Rochester, Jane – che non ha potuto mai dimenticarlo – tornerà da lui.

## Produzione
Le riprese avvennero presso lo Stage 2 e lo Stage 5 degli studi 20th Century Fox, al 10201 di Pico Boulevard, a Century City (Los Angeles, California).

## Distribuzione
La prima assoluta avvenne a Londra il 24 dicembre 1943; il film ebbe quindi anche una prima americana, a New York, il 3 febbraio 1944. Venne distribuito nelle sale cinematografiche statunitensi, a partire dal 7 aprile 1944, mentre in Italia venne distribuito nel luglio del 1947.